# Baruto Kaito
Baruto Kaito (把瑠都 凱斗), de son vrai nom Kaido Höövelson, est un ancien lutteur sumo né à Rakvere en Estonie le 5 novembre 1984. Débutant dans ce sport en mai 2004, il est l'un des deux seuls Estoniens à avoir jamais fait une carrière professionnelle au Japon, et le premier à atteindre la plus haute division (makuuchi) en mai 2006. Blessé à plusieurs reprises en 2007, il atteint le troisième rang (Sekiwake) en novembre 2008, et fut promu ōzeki après avoir fini le tournoi de mars 2010 avec un bilan de quatorze victoires pour 1 défaite. Il fut second en tournoi à quatre reprises avant de s'imposer lors du Hatsu Basho de Tokyo en janvier 2012. Il a reçu au cours de sa carrière cinq prix spéciaux pour sa combativité (kantō-shō), un pour une performance exceptionnelle (shukun-shō) et un autre pour sa technique (ginō-shō). Il se retire de ce sport le 11 septembre 2013.
Il mesure 1,98 m pour 188 kg.

## Biographie

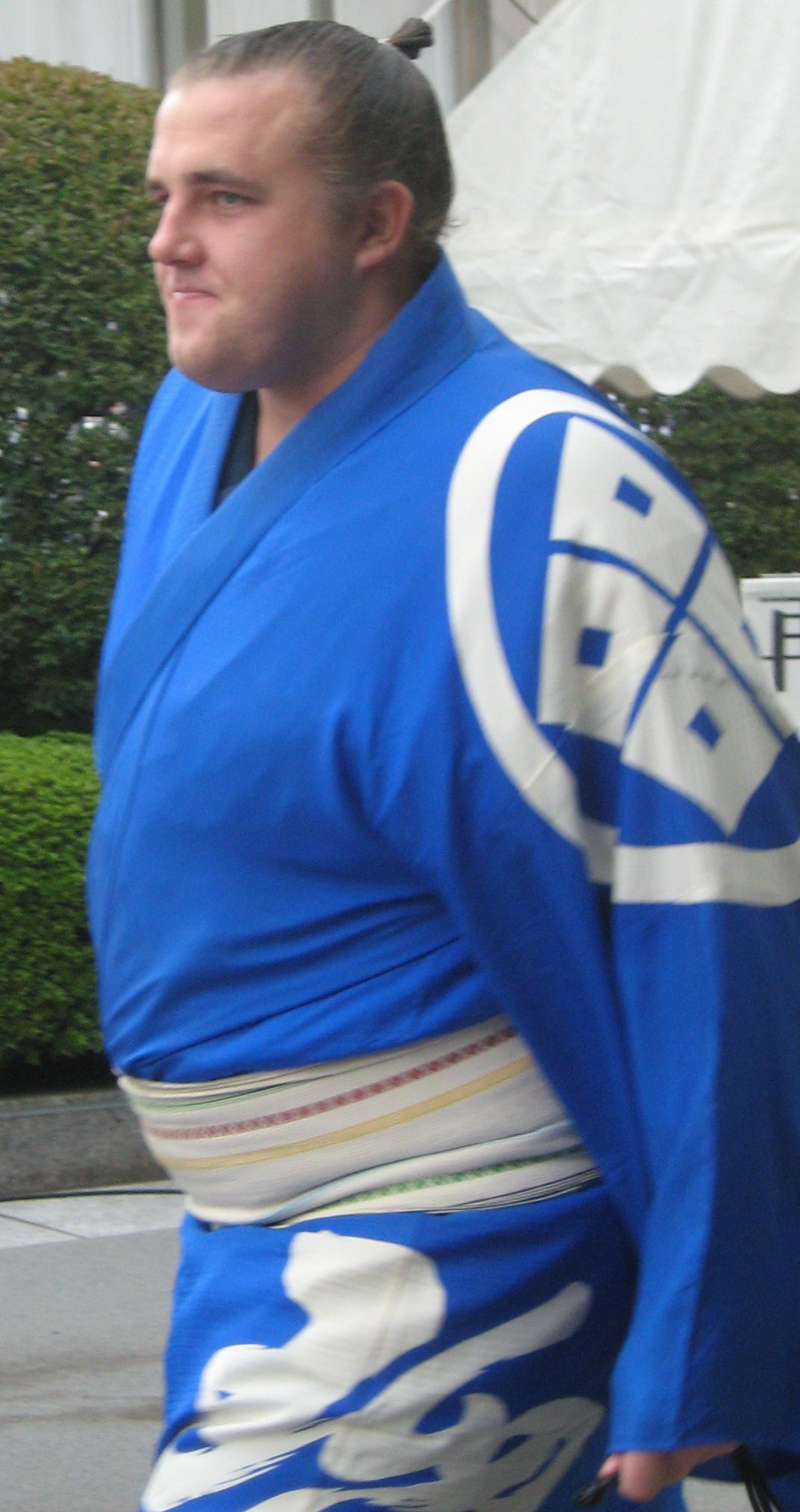
Baruto Kaito en septembre 2008.

Kaido Höövelson est né à Rakvere en Estonie le 5 novembre 1984. Sa famille possédait une ferme d'élevage et Kaito, encore enfant, aidait fréquemment aux travaux physiquement durs . Son père mourut lorsqu'il avait six ans et il travailla ensuite comme videur de boîte de nuit pour gagner sa vie. Adolescent, il pratiquait le basketball et gagna aussi un championnat national de judo en Estonie. Il fut introduit dans le sumo par son entraîneur de judo Riho Rannikmaa, et par un membre de l'association de sumo de la préfecture de Kagoshima Kazuo Kurazono qui l'encouragea à poursuivre une carrière professionnelle. À cause des restrictions sur les étrangers dans le monde du sumo au Japon, la seule place disponible dans une école pour Kaito était celle de Mihogaseki. Il reçut le shikona (nom de combattant) de « Baruto » en référence au nom japonais de la mer Baltique, et il débuta une carrière professionnelle en mai 2004. Il gravit très rapidement les niveaux, et entra dans la deuxième plus haute division (Jūryō) après seulement huit tournois (la troisième montée la plus rapide au niveau sekitori depuis 1958 lorsque la norme de six tournois par an fut adoptée), et il termina sur un record de 41 victoires pour huit défaites.
Baruto remporta le honbasho (tournoi) de la division jūryō en mars 2006 avec un bilan parfait de quinze victoires et aucune défaite. Ce fut seulement la quatrième fois qu'un lutteur jūryō remportait le tournoi avec un score parfait. Il fut le premier à faire cela depuis Kitanofuji Katsuaki, qui devint yokozuna (le grade suprême chez les sumo) en 1963. Après sa performance, il entra dans la première division (Makuuchi) pour la première fois de sa carrière en mai 2006. Il aurait pu atteindre ce niveau plus rapidement s'il n'avait pas souffert de l'appendicite en novembre 2005, ce qui l'empêcha de combattre, et il fut rétrogradé temporairement dans la troisième division (Makushita). Malgré cela, il remonta dans la première division en deux ans soit la deuxième plus rapide montée ex aequo de tous les temps.

## Carrière en première division
Pour son premier tournoi en première division, Baruto termina avec un bilan de 11 victoires pour 4 défaites et gagna un prix spécial pour sa combativité (kanto-sho). Après un bilan victorieux en juillet, Baruto monta rapidement les niveaux jusqu'à maegashira 1. Il se retira du tournoi de septembre à cause d'une blessure, et il fut rétrogradé au rang de maegashira 6 au tournoi de novembre. Son résultat de 10-5 le fit accéder au rang de maegashira 3, mais il fut encore blessé au tournoi de janvier 2007. Il souffrait d'une rupture du ligament croisé antérieur de son genou gauche. Il fut ainsi inapte au combat pendant le tournoi de mars, et fut donc rétrogradé dans la deuxième division (jūryō). En mai, il remporta le championnat de la division Jūryō avec un bilan de 14-1, et fut immédiatement réintroduit dans la première division (Makuuchi) au rang de maegashira 14 Est. Cependant, il se blessa encore au genou le jour d'ouverture de la saison et déclara forfait pour le tournoi. C'était la troisième fois qu'il se blessait le genou, chaque fois à un endroit différent. Il ne subit aucune opération chirurgicale, ce qui nécessitait alors une longue mise à pied. 
En septembre 2007, quoiqu'il ne fût pas tout à fait remis de sa blessure, il remporta pour la troisième fois le championnat de la division Jūryō avec un bilan de 13-2. Ce résultat suffisait pour remonter dans la première division en novembre. Il était bien parti pour le championnat jusqu'aux derniers jours de la saison lorsqu'il fut battu par l'ōzeki Ryūji Chiyotaikai et le komusubi Kōhei Harumafuji. Il termina avec un bilan de 11-4 et gagna un second prix pour sa combativité (kanto-sho).

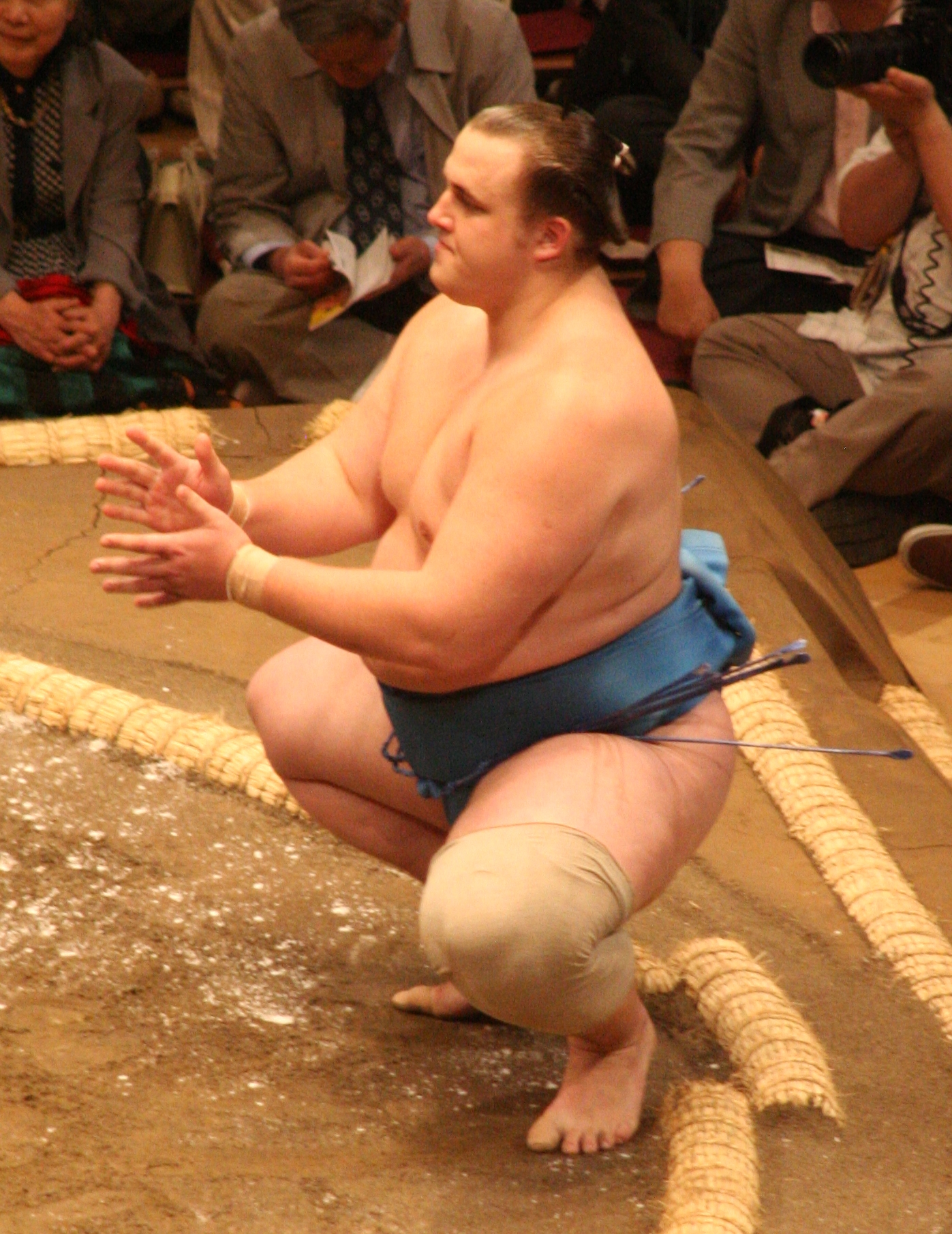
Baruto en mai 2009.

Au tournoi de janvier 2008, Baruto eut un bilan de 7-8. C'était la première fois de sa carrière qu'il finissait avec plus de défaites que de victoires. Il se rattrapa en mars, finissant deuxième ex-æquo avec douze victoires et un nouveau prix pour sa combativité (kanto-sho). Au tournoi de mai 2008, il fut incapable de battre les sumo de rangs supérieurs et ne put remporter que cinq combats. Au tournoi de juillet 2008, il finit avec un score de 10-5, et devint komusubi en septembre. 
Pour sa première apparition en tant que komusubi, Baruto eut un bilan de 8-7. Après 9 combats, il n'eut qu'un score de 2-7 mais ses six derniers matches furent contre des lutteurs de rang maegashira, et Baruto réussit à l'emporter. Il fut promu au rang de sekiwake en novembre à la place de Toyonoshima Daiki qui fut rétrogradé à cause d'un mauvais résultat de 6-9 (le nombre de sekiwake étant limité).
Baruto prit un excellent départ pour la nouvelle saison lors du tournoi de janvier 2009, gagnant ses six premiers matches. Cependant, il commença à perdre pendant la deuxième semaine et finit sur un score de 9-6. En revanche, lors du tournoi de mars, il fut opposé à des combattants de rang supérieur et eut un résultat de 3-6 après neuf jours, et maintint son rang grâce à une victoire le dernier jour. Il fut le premier sekiwake à tenir son rang pendant quatre tournois d'affilée depuis Akinori Asashōryū en 2002. Il perdit son rang en mai 2009, mais combattant pour le rang de maegashira 3 en juillet, il finit avec un impressionnant bilan de 11-4 et redevint komusubi pendant le tournoi de septembre. Il devint le premier non-yokozuna depuis Hokutoumi Nobuyoshi en 1986 à battre cinq ōzeki pendant un seul tournoi. Il finit sur un score de 12-3, lui garantissant son retour en sekiwake et reçut un quatrième prix pour sa combativité (kanto-sho). Il eut neuf victoires lors du tournoi suivant.

### Promotion au rang d'Ōzeki

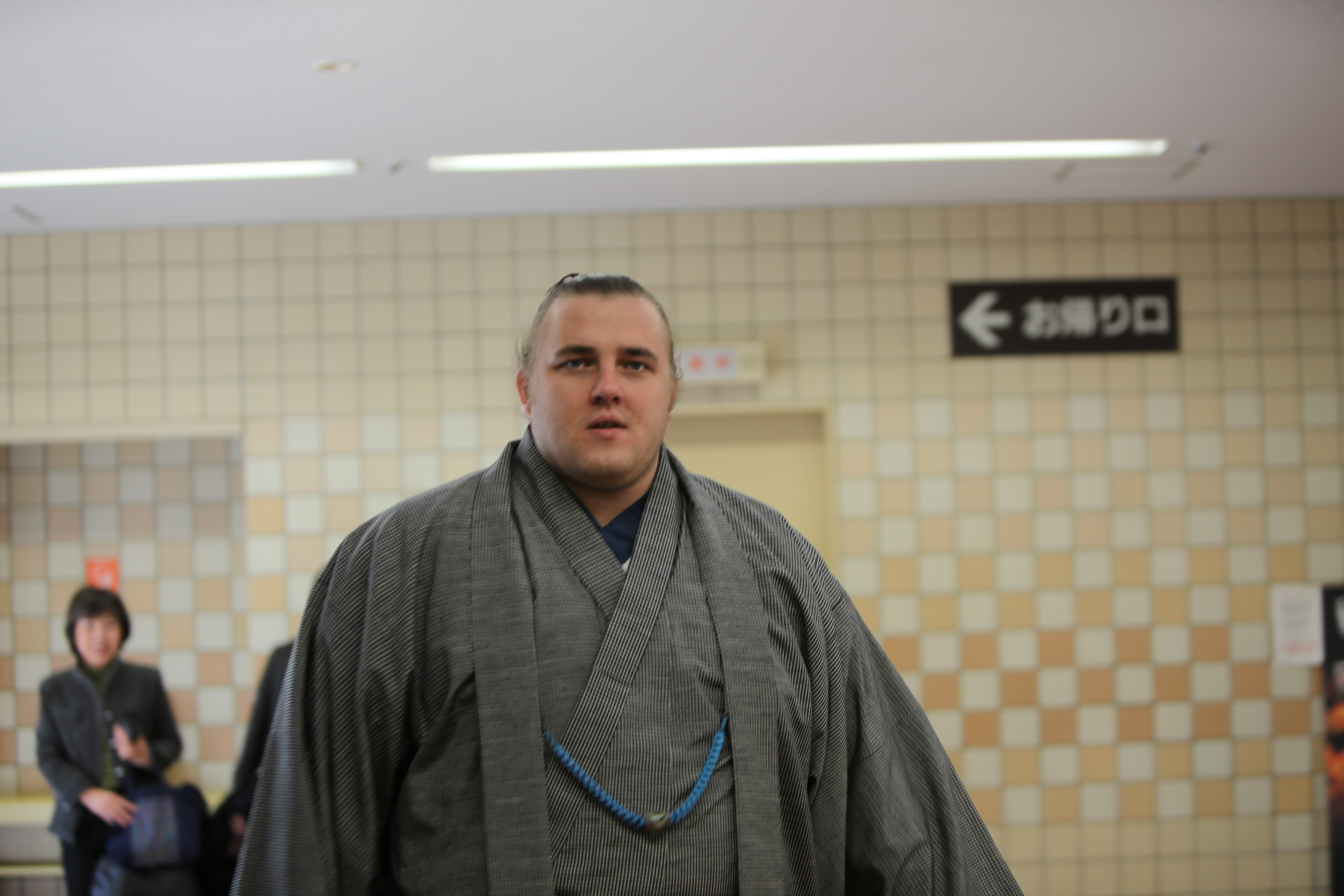
Baruto en janvier 2010 à Tokyo.

Au 7e jour du tournoi de janvier 2010, il réussit finalement à battre un yokozuna, Shō Hakuhō, par Sukui-Nage (jeté avec les bras sans attraper la ceinture), sa première victoire contre un yokozuna en dix-neuf tentatives. Cela lui valut un prix pour sa performance exceptionnelle (shukun-shō), et il finit sur un bilan de 12-3. Il devint le troisième lutteur à compiler 33 victoires dans trois tournois et à ne pas être promu ōzeki, après Kotogahama Sadao en 1957 et Miyabiyama Tetsushi (deux fois) en 2006. Au tournoi de mars à Osaka, un membre de l'association de sumo, Kaiki Nobuhide, lui indiqua que pour être promu ōzeki, il devait remporter au moins treize combats et être bien placé pour remporter la victoire. Baruto supporta une blessure à son pouce gauche tout au long du tournoi, qu'il s'était faite pendant une séance d'entraînement avec Aran Hakutora. Cependant, il finit sur son meilleur résultat en première division avec 14-1, après une défaite seulement le onzième jour face à Hakuho. Il fut à deux doigts de remporter la victoire au championnat mais c'est Hakuho qui gagna après une victoire contre Kōhei Harumafuji et un bilan parfait de 15-0. Baruto remporta un prix spécial pour sa combativité (kantō-shō) et un autre pour sa technique (ginō-shō). C'était la première fois depuis Keiji Kotomitsuki en juillet 2007 qu'un même lutteur recevait deux prix dans le même tournoi.
La promotion de Baruto au rang d'ōzeki fut officiellement confirmée par l'association de sumo le 31 mars 2010. Aux journalistes il déclara : « je veux être heureux et être un ōzeki qui réponde aux attentes des supporters. » Il a également clairement indiqué sa détermination à remporter un honbasho (yūshō) en disant : « si je ne gagne aucun championnat, je ne pourrai jamais devenir yokozuna ».
Il remporte le hatsu basho de janvier 2012 sur le score de 14-1, perdant seulement contre le yokozuna Hakuho, qui finit lui à 12-3.

## Blessures et fin de carrière
En décembre 2012, il est rétrogradé au rang de sekiwake après avoir du abandonner par blessure lors des tournois de septembre et novembre,.
À la suite d'une blessure à un ligament du genou gauche, il quitte le tournoi de mai 2013 par abandon, puis ne peut se présenter au tournoi de juillet. Rétrogradé en jūryō, il annonce son intai (retraite) le 11 septembre 2013, n'arrivant pas à se remettre de sa blessure,.
La cérémonie officielle de son danpatsu shiki (couper le chignon) se tient au Kokugikan le 8 février 2014.

## Style de combat
Baruto a un style yotsu-sumo solide et droit, se concentrant sur des techniques d'agrippement de la ceinture (mawashi) de son adversaire. Il préfère la prise migi-yotsu, avec sa main droite à l'intérieur et sa main gauche à l'extérieur des bras de son adversaire. Son coup gagnant le plus courant est kimarite, ou des techniques d'écrasement comme yori-kiri (pousser dehors). Dôté d'une grande force, il utilise tsuri-dashi (soulever son adversaire et le sortir), une technique qui se raréfiait ces dernières années à cause du poids de plus en plus important des lutteurs. Baruto utilisa cette technique trois fois juste pour le tournoi de juillet 2009. Il utilise aussi fréquemment uwatenage (jeter dehors). Il fut forcé de changer son style yotsu après sa promotion en Ōzeki en mars 2010, étant donné qu'il avait plus de mal à agripper la ceinture à cause de sa blessure au pouce, et il eut dès lors une approche plus agressive et plus pressante sur ses adversaires.
Avec un poids de 188 kg, Baruto est le second plus lourd lutteur de la première division après Gagamaru Masaru et ses 198 kg. Il est très populaire en raison de son caractère aimable et sa tendance à toujours sourire, qu'il perdre ou qu'il gagne. Son maître d'école Onoe Oyakata déclara : « Tous les lutteurs ont leur propre personnalité. Baruto est sympathique et gentil et il ne doit pas changer. Il a dû gagner des combats pour être promu, et en dehors du ring, il n'oublie jamais de sourire » Baruto est aussi connu pour prendre grand soin de ne pas blesser ses adversaires. 

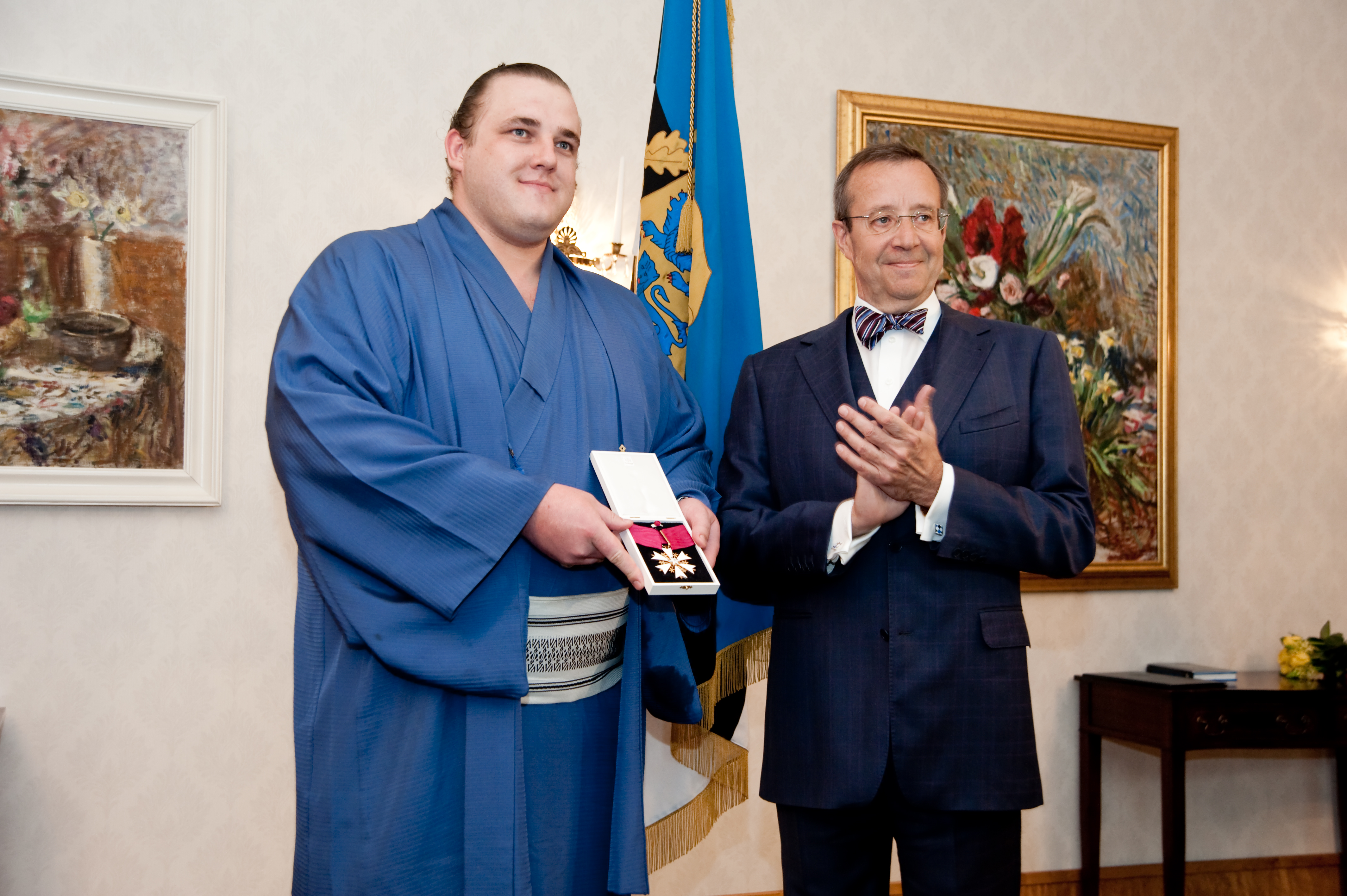
Baruto en mai 2012.

## Après carrière
En 2018, il apparaît dans le drama de trois épisodes Le Mari de mon frère tiré du manga éponyme, dans le rôle de Mike.

## Vie personnelle
En février 2009, Baruto a annoncé son mariage avec Elena Tregubova, une Russe de 26 ans originaire de Vladivostok.

## Distinctions
- Ordre de l'Étoile blanche d'Estonie de 3e classe, 2012